# Замок ведьм
Замок ведьм — рассказ Александра Беляева, написанный в 1939 году.
В произведении через призму технической фантастики раскрывается тема ценности человеческой жизни во время войны.
Также в рассказе поднимается тема фашизма и отношения к нему разных героев.

## Сюжет
Начинается рассказ как страшная местная легенда про развалины замка, который потом становится местом действия настоящей трагедии.
Действие происходит в Центральной Европе в конце 1930-х годов. Главный герой — юноша по имени Иосиф Ганка. Однажды он нанялся на работу к старухе Марте — экономке, работавшей в башне Замка ведьм. Местные жители обходили это место стороной, считая что там происходит что-то мистическое и зловещее. Вскоре Иосиф узнал, что в башне находится лаборатория. Там проводил опасные эксперименты с искусственно созданными шаровыми молниями старый учёный-физик, профессор Оскар Губерман. Ганка согласился ассистировать Губерману во время его экспериментов. От Марты он узнал, что профессор Губерман — жестокий человек, который был связан с фашистами и предан им. А все прежние помощники физика погибли от разряда шаровой молнии, когда по указанию учёного «замыкали ток рубильником». Его вырабатывал огромный «импульсный генератор на несколько миллионов вольт». Иосиф Ганка оказался единственным, кому удалось выжить и не дать жестокому учёному погубить себя.

## Персонажи
- Мориц Вельтман — старый лесник. Вместе со своей женой Бертой жил в доме на участке леса у вершины горы, на которой находились развалины старого Замка ведьм.
- Иосиф Ганка — «чешский юноша». Когда фашисты захватили Судеты, его отправили в трудовой лагерь. Ганка бежал, скитался в горах, а потом спрятался в развалинах старого замка, где его обнаружил лесник Вельтман и приютил в своём доме.
- Оскар Губерман — хозяин башни Замка ведьм, учёный, профессор, вдовец, раньше жил в Штутгарте и занимался преподавательской деятельностью. Проводил в своей секретной лаборатории опасные опыты «с огненными шарами» — создавал «искусственные шаровые молнии», чтобы «постигать тайны природы». Опасный и жестокий человек. Связан с гитлеровцами.
- Элеонора (Нора) — молодая, красивая девушка. Дочь Оскара Губермана.
- Марта — старуха, «похожая на ведьму», служанка Оскара Губермана, помощница по хозяйству, экономка.
- Карл Фрей — молодой учёный-физик. Проводил эксперименты с шаровыми молниями вместе с Оскаром Губерманом. Жених Элеоноры. Честен и благороден, отказался сотрудничать с фашистами и едва не погиб.
- Ганс Шмидт — старый слуга Оскара Губермана.